# Бедековчина
Бедековчина је насељено место и седиште општине у Крапинско-загорској жупанији, Хрватска. До територијалне реорганизације у Хрватској налазила се у саставу бивше велике општине Забок.

## Становништво
На попису становништва 2011. године, општина Бедековчина је имала 8.041 становника, од чега у самој Бедековчини 3.400.

## Попис1991.
На попису становништва 1991. године, насељено место Бедековчина је имало 3.459 становника, следећег националног састава:
| Попис 1991.‍   | Попис 1991.‍  | Попис 1991.‍ | Попис 1991.‍ | Попис 1991.‍ |
| ------------- | ------------ | ----------- | ----------- | ----------- |
|               |              |             |             |             |
| Хрвати        | Хрвати       |             | 3.362       | 97,19%      |
| Југословени   | Југословени  |             | 15          | 0,43%       |
| Албанци       | Албанци      |             | 10          | 0,28%       |
| Мађари        | Мађари       |             | 3           | 0,08%       |
| Срби          | Срби         |             | 3           | 0,08%       |
| Немци         | Немци        |             | 2           | 0,05%       |
| Руси          | Руси         |             | 2           | 0,05%       |
| Италијани     | Италијани    |             | 1           | 0,02%       |
| Македонци     | Македонци    |             | 1           | 0,02%       |
| Муслимани     | Муслимани    |             | 1           | 0,02%       |
| неопредељени  | неопредељени |             | 30          | 0,86%       |
| регион. опр.  | регион. опр. |             | 2           | 0,05%       |
| непознато     | непознато    |             | 27          | 0,78%       |
| укупно: 3.459 |              |             |             |             |